# 鬼北町立北宇和病院
鬼北町立北宇和病院（きほくちょうりつきたうわびょういん）は、愛媛県北宇和郡鬼北町にある公立病院。

## 概要
1948年に国保近永病院として設立され、1962年に愛媛県に移行された。
県立北宇和病院は、長年にわたり農山村地域での医療活動に大きく貢献してきたが、近年の急速な交通網の発達により医療資源の充実している宇和島市まで20分程度で移動できるようになったことから患者の流出が顕著になっていた。このため、毎年度 4～5億円の赤字経営を余儀なくされ、かつ改善の可能性もほとんど期待できない状況であった。また、救急医療においても救命救急センターを有する宇和島市の病院への搬送件数が大幅に増加するなど県立病院の存在意義が薄れていた。
愛媛県は県立病院として役割は終えたとして廃止を決め、鬼北町に移譲。2006年4月に鬼北町立北宇和病院として再スタートした。町には病院経営のノウハウがないことから直営による運営は困難との判断により、公設民営方式を採用。社会福祉法人旭川荘が指定管理者として運営を行っている。

## 沿革
- 1948年 - 国保近永病院が設立。
- 1962年 - 愛媛県に移行。
- 1997年 - 新館が完成し、新築移転。
- 2006年
  - 3月 - 愛媛県立北宇和病院が廃止。
  - 4月 - 鬼北町立北宇和病院が開設される。

## 診療科目
- 内科
- 整形外科
- リウマチ科
- 泌尿器科
- 小児科（休診中）
- 皮膚科（休診中）

## 交通アクセス
- JR予土線近永駅で下車して徒歩約10分。
- 宇和島自動車（宇和島バス）「北宇和病院」で下車。